# Metall tòxic
Els metalls tòxics són els metalls que formen compostos solubles verinosos i no tenen cap funció biològica, és a dir, no són minerals essencials o estan en la forma incorrecta. Sovint, es diu que els metalls pesants són sinònim de metalls tòxics, però hi ha metalls lleugers que també presenten toxicitat, com ara el beril·li, i no tots els metalls pesants són particularment tòxics, i alguns són essencials, com ara el ferro. La definició pot incloure també oligoelements quan es troben en dosis molt elevades. Una altra diferència és que no hi ha una dosi beneficiosa per a un metall tòxic sense funció biològica. Els metalls tòxics de vegades imiten l'acció d'un element essencial en el cos, el qual interfereix amb el procés metabòlic que causa la malaltia. Molts metalls, particularment metalls pesants són tòxics, però alguns d'ells són essencials, i alguns, com ara el bismut, tenen una baixa toxicitat. Molt sovint la definició inclou almenys cadmi, plom, mercuri i els metalls radioactius. Els metal·loides (arsènic, poloni) poden ser inclosos en la definició. Els metalls radioactius tenen tant toxicitat radiològica com toxicitat química. Els metalls en un estat d'oxidació anormal en el cos també pot arribar a ser tòxics: crom (III) és un oligoelement essencial, però el crom (VI) és un carcinogen.
La toxicitat és una funció de la solubilitat. Els compostos insolubles, així com les formes metàl·liques sovint mostren una toxicitat insignificant. La toxicitat de qualsevol metall depèn dels seus lligands. En alguns casos, les formes organometàl·lics, com ara dimetilmercuri i el plom tetraetil, poden ser extremadament tòxics. En altres casos, els derivats organometàl·lics són menys tòxics, com ara el catió cobaltocenium.
La descontaminació de metalls tòxics és diferent de les toxines orgàniques perquè els metalls tòxics són elements, que no poden ser destruïts. Els metalls tòxics es poden fer insolubles o recol·lectats amb l'ajuda d'agents quelants. Una altra alternativa és diluir-los en un contenidor prou gran, com ara el mar, donat que la toxicitat immediata és funció de la concentració i no de la quantitat. De totes maneres la bioacumulació pot revertir això.
Els metalls tòxics s'acumulen en el cos i en la cadena alimentària. Per tant, una característica comuna dels metalls tòxics és la naturalesa crònica de la seva toxicitat. Això és particularment notable en metalls pesants radioactius com el tori, que imita calci fins al punt de ser incorporat en l'os humà, encara que les implicacions de salut similars es troben en l'enverinament per plom o mercuri. Les excepcions d'això són bari i alumini, que es poden eliminar de manera eficient pels ronyons.

## Contaminació
Existeixen elements metàl·lics en tots els organismes vius, els quals duen a terme papers molt diversos, poden comportar-se com a elements estructurals, estabilitzadors d'estructures biològiques, activadors enzimàtics i components de sistemes redox. Per això alguns metalls són elements essencials de funcions biològiques, però si n'hi ha en excés, tots es converteixen en elements tòxics. En la natura, els elements metàl·lics es troben en diverses formes d'oxidació: compostos inorgànics convencionals, com les sals iòniques simples, complexos metàl·lics o compostos de coordinació i compostos organometàl·lics. Els àtoms que formen els compostos metàl·lics poden estar units per enllaços iònics, covalents i de caràcter intermedi. Quan es dissolen en aigua, molts compostos metàl·lics es dissocien en ions, comportant-se sovint com a cations i, a vegades, com a anions. Poden formar també compostos amb altres metalls.
L'exposició dels éssers humans als elements metàl·lics, així com a la contaminació ambiental, es deu tant a factors naturals, com a factors derivats d'activitats humanes. Per tot això, augmenta considerablement la descàrrega de metalls al medi ambient humà.
Existeixen uns 20 metalls que provoquen quadres tòxics com el plom, mercuri, arsènic, cadmi i manganès, també ho són l'antimoni i el cobalt i compostos organometàl·lics de l'estany, molibdè, alumini, antimoni, tungstè o bari. Aquests metalls no pateixen processos de metabolització o desintegració. Un cop absorbits, el metall queda en l'organisme fins a ser excretat. Molts tenen una semivida molt llarga i tendeixen a acumular-se a l'organisme. Les principals vies d'exposició als metalls són la respiratòria, la digestiva i, en menor grau, la dèrmica, però la més important, com a via d'exposició ocupacional, és la inhalatòria. A més, l'aire contaminat afecta el terra i l'aigua, contaminant després cultius i aliments d'origen animal que seran després ingerits. La inhalació del tabac també és una font important de contaminació, ja que el fum conté cadmi, níquel, arsènic i plom.
Com a regla general, el primer efecte biològic d'un metall sorgeix en un òrgan determinat, que és específic per a aquest metall i en circumstàncies específiques. Perquè aparegui aquest efecte caldrà que el metall assoleixi certa concentració en les cèl·lules de l'òrgan. La concentració crítica cel·lular s'ha definit com la concentració de metall en la que apareixen canvis funcionals i lesions, siguin o no reversibles. La concentració crítica en un òrgan és la concentració mitjana assolida en un òrgan, capaç d'afectar un número prou gran de les seves cèl·lules més sensibles. Com és evident aquestes concentracions crítiques poden variar d'un individu a un altre. De manera que aquests termes adquireixen valor preventiu, al detectar el començament d'una intoxicació, per prevenir efectes més greus.

## Metalls tòxics

### Alumini
L'alumini no té cap funció biològica i la seva classificació a metalls tòxics és controvertida. Els efectes tòxics significatius i l'acumulació en els teixits s'han observat en pacients amb insuficiència renal. No obstant això, els individus amb ronyons sans poden estar exposats a grans quantitats d'alumini sense efectes negatius. Per tant, l'alumini no es considera perillós per les persones amb capacitat d'eliminació normal. A pesar que s'afirma que no s'absorbeix en el tub digestiu, existeix certa absorció que és fàcilment equilibrada per l'excreció renal, però, en cas d'insuficiència renal, l'administració d'alumini en forma d'hidròxid pot provocar acumulació creixent en l'organisme, dipositant-se sobretot en el teixit pulmonar, cervell i ossos. L'exposició continuada a la pols d'alumini causa una reacció fibròtica pulmonar, que pot arribar a ser mortal. El seu tractament exigeix la desionització de l'aigua de diàlisi i la reducció de la ingesta d'alumini. La deferoxamina ha mostrat certa capacitat de disminuir els dipòsits d'alumini.

### Antimoni
L'antimoni s'absorbeix principalment por via digestiva i s'elimina amb rapidesa per l'orina i excrements, sent la via urinària per als compostos pentavalents. Una petita fracció pot romandre a l'organisme durant un temps prolongat. L'exposició ambiental de caràcter industrial provoca irritacions respiratòries que poden ocasionar edema agut de pulmó. Els efectes crònics apareixen després de diverses setmanes d'exposició en forma de rinitis, faringitis, hemorràgies nasals i emfisema pulmonar. En la pell pot produir erupcions. Pot originar alteracions en l'ECG. Per via oral pot induir a quadres aguts intestinals. No existeix tractament específic per a aquesta intoxicació.

### Arsènic
L'absorció intestinal dels derivats orgànics i inorgànics és elevada (80%); es distribueix per tot l'organisme i s'elimina preferentment per via renal; una part s'emmagatzema en músculs, ossos, pell i ungles. La intoxicació pot ser aguda o crònica.,
La dosi letal per via oral de triòxid d'arsènic oscil·la entre 70 i 180mg. El triòxid d'arsènic, el triclorur arsènic i els gasos arsènics de guerra produeixen intensa irritació en les mucoses de les vies respiratòries, la conjuntiva ocular i la pell. Per via oral, la intoxicació aguda provoca un quadre intestinal greu, amb un intens dolor gàstric, vómits i diarrea, que pot acabar en shock; Oligúria, hematúria i anúria poden complicar el quadre. Sinó és mortal, el quadre pot anar seguit de febre, anorèxia, afectació hepàtica, melanosis, pertorbació de la funció cardíaca, edema facial, lesions a la pell i signes neurològics. A vegades les lesions cròniques de pell i mucoses es transformen en neoplàsiques. En les mucoses pot aparèixer conjuntivitis. Pot provocar afectacions de les vies respiratòries i perforacions en el tabic nasal. Són freqüents les neuritis simètriques i doloroses, amb disfunció motora i parestèsies i anomalies en l'electromiograma i ECG. La intoxicació oral aguda es tracta amb mesures generals de suport, quelació amb dimercaprol i carbó oral. Posteriorment es pot recórrer a la penicil·lamina oral durant 4 dies. Aquesta última també s'utilitza en intoxicacions cròniques amb dermatosi.

#### Inhibició de la fosforilació a nivell de substrat per l'arsenat
L'arsènic està just a sota del fòsfor a la taula periòdica dels elements, i es pot esperar que comparteixi alguna de les propietats i reactivitat del fosfat. De fet, l'arsenat té valors de pKa similars als del fosfat i pot ser utilitzat per la gliceraldehid-3-fosfat deshidrogenasa (G3PDH), que normalment catalitza la reacció de la glucòlisi de gliceraldehid-3-fosfat a 1,3-bisfosfoglicerat (1,3-BPG), produint llavors 1-arsenat-3-fosfoglicerat. No obstant això, l'enllaç acil-arsenat és inestable i s'hidrolitza ràpidament en aigua. Atès que l'enllaç d'alta energia acil-fosfat es descarrega de forma no enzimàtica, no es genera trifosfat d'adenosina per la fosforilació a nivell de substrat. Mentre que l'arsenat no inhibeix cap dels enzims de la glucòlisi, dissipa l'energia redox disponible a partir de la reacció de la G3PDH i evita la formació d'ATP per la fosforilació a nivell de substrat en la reacció de la fosfoglicerat cinasa. En efecte, l'arsenat desacobla l'energia disponible a partir de l'oxidació de la G3PDH per a la fosforilació del adenosindisfosfat (ADP). En presència de l'arsenat, el rendiment net d'ATP per la glicòlisi anaeròbica baixa a zero mols d'ATP per cada molècula de glucosa convertida en lactat.

### Beril·li
La intoxicació de beril·li és fonamentalment de caràcter ocupacional o per contaminació a partir de gasos i fums de determinades indústries. El beril·li quasi no s'absorbeix per via digestiva, però pot ser inhalat i pot romandre diverses setmanes en les mucoses de les vies respiratòries. Provoca pneumonitis aguda, granulomatosi pulmonar crònica i dermatitis al·lèrgica. No s'ha pogut confirmar casos de càncer en humans.

### Cadmi
La via d'entrada més perillosa del cadmi és la respiratòria, ja que l'absorció digestiva és del 5% (pot augmentar quan existeixen deficiències de calci o ferro). El cadmi es deposita en els alvèols pulmonars, des d'on s'absorbeix. Un cop distribuït, s'acumula en el fetge i ronyons i travessa malament la barrera hematoencefàlica i la placenta. L'excreció renal del cadmi és molt lenta, pel que la seva semivida és molt alta, d'anys. La intoxicació aguda per via inhalatòria consisteix en una pneumonitis química, amb dispnea i debilitat, febre i insuficiència respiratòria, que pot arribar a l'edema agut de pulmó. Per via digestiva produeix nàusees, vòmits, dolor abdominal, diarrea i xoc. La intoxicació crònica afecta sobretot al ronyó i pulmó, on apareixen fibrosis, emfisema i insuficiència pulmonar. El cadmi altera l'absorció de ferro, el que pot originar anèmia.

### Mercuri
El mercuri elemental penetra com a vapor en l'organisme, fonamentalment per via inhalatòria i en menor grau per via digestiva. Difon ràpidament a través de la membrana alveolar, s'oxida en part en les hematies passant a ió mercuri i penetra abundantment al sistema nerviós i a d'altre òrgans d'origen ectodèrmic. S'acumula amb una semivida d'eliminació molt prolongada. El mercuri inhibeix als enzims amb grups sulfidril. Els adductes de mercuri són sovint reversibles mitjançant compostos de tiol. S'excreta en forma mercúrica per la bilis, orina i d'altres secrecions. La intoxicació aguda per vapor de mercuri provoca bronquitis, bronquiolitis i pneumonitis química amb insuficiència respiratòria i d'altres signes de caràcter neurològic. A la intoxicació crònica, l'òrgan crític és el cervell. Apareix un quadre astènic amb fatiga, debilitat, anorèxia, pèrdua de pes, tremolors interromputs amb sacsejades musculars. Alteracions de la personalitat i de la conducta, irritabilitat, pèrdua de memòria, insomni, deliri i al·lucinacions. Les sals de mercuri s'absorbeixen principalment per via gastrointestinal, on produeixen lesions a la mucosa. Es distribueixen per l'organisme i s'acumulen en ronyons, fetge, pell, melsa, testicles i cervell. La intoxicació aguda consisteix en signes gastrointestinals greus, col·lapse circulatori per afectació de la mucosa. L'enverinament crònic provoca necrosi tubular renal i síndrome nefròtica. A vegades eritrèmia i dermatitis. A vegades esgarrifances, erupcions cutànies, inflamacions, irritacions, descamacions, pèrdua de pèl, fotofòbia, insomni i respiració profusa. En cas que la intoxicació sigui per vapor de mercuri cal retirar el pacient de la font intoxicant, donar suport ventilatori i administrar terapèutica quelant d'acord amb les concentracions del metall en sang i orina. Si es tracta d'una sal de mercuri inorgànic ingerida per via oral, es provocarà la seva eliminació per vòmit, rentat gàstric, administració de carbó activat i catàrtics salins. Al mateix temps s'iniciarà terapèutica quelant: Dimercaprol (en casos d'exposició greu) o penicil·lamina (en casos moderats).

### Plom
El plom penetra per inhalació de l'aire contaminat relacionat amb la mida de les partícules. Per absorció intestinal s'incorpora el 10% de la quantitat ingerida,. En la sang es concentra sobretot en les hematies; es distribueix per l'organisme, localitzant-se inicialment en el fetge i ronyons i després a l'os, dents i cabells. L'excreció és per l'orina. La semivida és d'uns dies en plasma i teixits tous i d'anys en l'esquelet. La intoxicació aguda de plom és infreqüent i és deu a la ingesta de compostos de plom àcid-solubles o a la inhalació de vapors i els sals de plom, així com el mercuri, també inhibeixen als enzims amb grups sulfidril. Provoca un quadre gastrointestinal, amb abundants vòmits i dolors abdominals, excrements negres, diarrea o restrenyiment. Si la ingestió és gran, sobretot en nens, pot ocasionar una encefalopatia aguda amb vòmits, atàxia, somnolència i irritabilitat. La intoxicació crònica és més freqüent i afecta a diferents aparells per separat o combinats. Apareixen símptomes gastrointestinals, aparició de còlics difusos, anorèxia, estrenyiment, malestar i gust metàl·lic. Hi ha afectació de la hematopoyesis. Apareix anèmia microcítica hipocrómica. El sistema nerviós central pot afectar-se de forma aguda (encefalopatia subaguda) o crònica (deteriorament mental, hipercinètica, agressivitat, pèrdua de la gana, insomni i dolors abdominals). El tractament consisteix en la retirada de la font d'exposició, tractament simptomàtic dels quadres més greus i eliminació del plom amb quelants. S'emplea edetat de Na₂-Ca, en combinació amb dimercaprol seguits de D-penicil·lamina. En nens s'usa el succímer.

### Metalls radioactius
L'actini, tori, urani, radi, els elements transurànics com el plutoni i l'americi, el poloni, els isòtops radioactius dels elements metàl·lics que no siguin fortament tòxics, per exemple cobalt-60 i l'estronci-90.

## Oligoelements amb toxicitat

### Coure
El coure és un oligoelement essencial i un component integral de molts enzims. No obstant això, en excés és tòxic, ja que es fixa a les proteïnes i àcids nucleics, afavoreix la generació de radicals lliures i catalitza l'oxidació dels lípids i de les proteïnes de les membranes. S'absorbeix per via digestiva, principalment en l'estómac. Es distribueix per tot l'organisme i s'emmagatzema al fetge, cor, cervell, ronyons i múscul. S'elimina principalment per la bil·lis; la seva semivida és de diverses setmanes. La ingestió accidental de sals de coure produeix molèsties gastrointestinals amb vòmits abundants; si la dosis és alta, pot produir hemòlisi, lesions hepàtiques i renals i dany en el cervell. No es coneixen dades sobre intoxicació crònica. El tractament es realitza amb D-penicil·lamina i trientina.

#### Malaltia de Wilson
La malaltia de Wilson afecta 1:35.000-100.000 nadons i és un tipus hereditari de cirrosi hepàtica a causa d'un excés de coure al fetge, produïda per un defecte gènic únic, encara que en pacients afectats s'han trobat mutacions múltiples i no es disposa d'una prova de rutina per al seu diagnòstic. El gen de la malaltia de Wilson codifica una P-ATPasa transportadora de coure, la Cu2+-ATPasa, que es troba a la membrana plasmàtica i en vesícules citoplasmàtiques i té la funció d'absorbir el Cu2+ a l'intestí i d'excretar-lo pel fetge. S'expressa en fetge, ronyó i placenta. La malaltia es caracteritza per la manca d'incorporació de coure en la ceruloplasmina hepàtica i la no eliminació del coure des del fetge a la bil·lis, el que causa una acumulació tòxica en fetge, ronyó, cervell, i còrnia. Des de la infància a la vida adulta aquests pacients presenten cirrosi hepàtica, lesió neurològica progressiva o ambdues. En el tractament dels pacients afectats s'utilitzen agents quelants i l'administració oral del zinc també pot ser útil per disminuir l'absorció de coure de la dieta.

#### Malaltia de Menkes
La malaltia de Menkes lligada al cromosoma X és un trastorn letal que s'observa en 1:100.00 nadons. Es caracteritza per un pèl anormal i hipopigmentat, una fàcies típica, degeneració cerebral, defectes vasculars i del teixit conjuntiu, i mort cap als 3 anys. En aquesta malaltia també hi ha un defecte en una P-ATPasa transportadora de coure que s'expressa en tots els teixits, excepte el fetge. En els pacients amb malaltia de Menkes, el coure entra a les cèl·lules intestinals però no és transportat més enllà, el que causa l'aparició d'una deficiència greu. Si s'inicia precoçment, un tractament efectiu és l'administració subcutània d'un complex de coure-histidina. El gen que codifica la P-ATPasa d'aquesta malaltia és idèntic en un 60% al gen de la malaltia de Wilson.

### Crom
En la seva forma trivalent es troba a la naturalesa i en els organismes com a metall essencial. La forma hexavalent és d'origen industrial i resulta molt tòxica. S'absorbeix per via inhalatòria i gastrointestinal. Pot produir ulceracions a la pell, dermatitis i reaccions al·lèrgiques de localització bronquial i dèrmica. També pot provocar ulceracions de la mucosa i perforació de la mucosa del tabic nasal. La inhalació de crom hexavalent pot desencadenar carcinoma bronquial.

### Ferro
Hi ha quatre formes principals d'intoxicació o excés de ferro en l'organisme humà; l'enverinament agut per ingestió excessiva, la toxicitat pulmonar per inhalació crònica de pols rica en ferro, l'hemocromatosi hereditària per acumulació lenta de ferro en l'organisme i la sobrecàrrega de ferro per transfusions repetides.

#### Hemocromatosi hereditària
L'hemocromatosi hereditària és una malaltia de base genètica del metabolisme del ferro extremadament freqüent en persones del nord d'Europa (1:200-300). Els pacients absorbeixen de manera crònica quantitats excessives de ferro des de l'intestí i la sobrecàrrega tissular de ferro dona lloc a disfunció multiorgànica, incloent cirrosi hepàtica. Una glicoproteïna transmembrana coneguda com a HFE modula la captació de ferro i en l'hemocromatosi hereditària es troben les mutacions en el locus genètic que codifica aquesta proteïna, el gen HFE. S'han trobat dues mutacions puntuals, C282Y i H63D, en la majoria dels pacients amb hemocromatosi hereditària i es poden identificar fàcilment mitjançant proves basades en la reacció en cadena de la polimerasa. La deficiència de α1-antitripsina (AA1T) dona lloc a malaltia pulmonar d'inici precoç i cirrosi hepàtica. S'han descrit més de 90 variants al·lèliques del gen AA1T, en el denominat locus inhibidor de la proteinasa denominat Pi, la majoria de les quals no afecten les concentracions plasmàtiques o l'activitat de AA1T. Les variants fenotípiques de la AA1T es van descriure inicialment per la seva mobilitat relativa a l'electroforesi, i la variant més freqüent, M, té una mobilitat mitjana. Les variants Z i S s'associen amb més freqüència a deficiència de AA1T, i ambdues es deuen a mutacions puntuals que també poden detectar-se mitjançant proves amb PCR.

### Níquel
El níquel té papers importants en la biologia dels microorganismes i plantes. De fet, la ureasa (un enzim que ajuda a la hidròlisi de la urea) conté níquel. Els hidrogenases Nife-contenen níquel a més de ferro-sofre. Tal [Nife] hydrogenases característicament s'oxiden H2. Un níquel-tetrapirrol coenzim, cofactor F430, és present a la metil coenzim M reductasa, que arqueja potències metanogèniques. Un dels enzims deshidrogenasa de monòxid de carboni es compon d'un clúster de Fe-Ni-S. Altres enzims que contenen níquel inclouen una classe rara bacteriana de la superòxid dismutasa i glioxalasa I enzims en bacteris i paràsits diversos paràsits eucariotes trypanosomal (aquest enzim en els organismes superiors, incloent llevats i mamífers, utilitza zinc divalent, Zn2+).
Es creu que el fum i la pols del sulfur de níquel són cancerígens, i altres diversos compostos de níquel potser també ho són. El carbonil de níquel [Ni(CO)₄], és un gas extremadament tòxic. La toxicitat dels carbonils de metall és una funció tant de la toxicitat del metall, així com la capacitat del carbonil per donar el subministrament de gas de monòxid de carboni altament tòxic, i això no és una excepció; el carbonil de níquel és també explosiu en l'aire. Els individus sensibilitzats poden mostrar una al·lèrgia al níquel, que afecta la pell, també conegut com a dermatitis. La sensibilitat al níquel també pot estar present en pacients amb ponfólix. El níquel és una causa important d'al·lèrgia de contacte, en part a causa del seu ús en joieria destinats a les orelles perforades. L'al·lèrgia del níquel que afecta les orelles perforades sovint es caracteritza per picor a la pell, de color vermell. Molts arrecades es fan ara sense níquel a causa d'aquest problema. La quantitat de níquel permès en productes que entren en contacte amb la pell humana està regulada per la Unió Europea. El 2002, els investigadors van descobrir les quantitats de níquel que emeten les monedes d'1 i 2 euros estan molt per sobre d'aquestes normes. Això es creu que és a causa d'una reacció galvànica. Els informes també van mostrar que tant l'activació induïda per níquel del factor induïble per hipòxia (HIF-1) i la sobre regulació de gens induïbles per hipòxia són causa de l'esgotament dels nivells d'ascorbat intracel·lulars. L'addició de ascorbat al medi de cultiu va fer créixer el nivell d'ascorbat intracel·lular i inverteix tant l'estabilització metall induïda de HIF-1-i HIF-1α dependent de l'expressió de gens.

### Zinc
Durant la seva absorció el zinc es troba lligat a la proteïna metal·lotioneïna, una proteïna protectora sintetitzada en el fetge i rica en cisteïna, que també s'associa amb la fixació d'altres ions metàl·lics bivalents com ara el coure. La seva síntesi depèn de la quantitat d'oligoelements i metalls pesants presents a la dieta, als quals segresta. El seu excés pot interferir amb l'absorció de coure. Probablement el zinc sigui el menys tòxic dels oligoelements, però l'augment de les dosis orals de zinc interfereix amb l'absorció de coure donant lloc a la deficiència d'aquest últim.

## No metalls
Alguns no metalls pesants poden ser erròniament anomenats "metalls", ja que tenen algunes propietats metàl·liques.

### Bismut
S'ha utilitzat en terapèutica com astringent, formant part de nombrosos productes d'aplicació gastrointestinal, en forma de sals antiàcides, etc. És un component habitual de les combinacions per erradicar l'Helicobacter pylori. L'absorció per via digestiva és escassa i s'elimina pel ronyó. La intoxicació crònica per bismut afecta el sistema nerviós, produint encefalopaties caracteritzades per la confusió, tremolors, alteracions de la marxa. Pot lesionar també el fetge, els ronyons, la pell i les mucoses.

### Seleni
El seleni forma part de la glutatió peroxidasa, un enzim antioxidant, i de la iodotironina 5-desiodinasa tipus I que participa en la desiodinació hepàtica de la tiroxina. S'absorbeix a l'intestí prim a partir de les formes selemetionina i selenocisteïna presents en la dieta i s'excreta en l'orina. El seu excés provoca cirrosi hepàtica, esplenomegàlia, hemorràgia gastrointestinal i depressió.

## Antagonistes de metalls
Els antagonistes de metalls són substàncies que neutralitzen els efectes tòxics dels metalls en l'organisme.

### Edetat càlcic dissòdic

Edetat càlcic (sal disòdica)

#### Mecanisme d'acció
L'àcid etilendiamintetraacètic (EDTA) forma sals amb Na+ (edetat sòdic), fent-se així hidrosoluble. Introduït a l'organisme i per la seva capacitat de quelar ions bivalents i trivalents, mostra avidesa pel Ca2+ i produeix intensa hipocalcèmia. En canvi, la combinació de l'EDTA amb Na+ i Ca2+ resulta innòcua i pot ser utilitzada per a la quelació de metalls que tinguin major avidesa pel EDTA que el mateix calci. D'aquesta manera, els ions metàl·lics es fixen a l'edetat desplaçant al Ca2+, són mobilitzats en els teixits i són excretats. Poden quelar diversos ions endògens (Zn, Mn, Fe) i exògens, essent això últim la seva principal aplicació. La seva eficàcia és màxima en les intoxicacions per plom, és discutible en les produïdes per cadmi, crom, manganès, níquel, vanadi i zinc, i és inútil davant del mercuri, ja que la capacitat de quelar el mercuri és inferior a l'afinitat d'aquest pels grups -SH, als quals es troben units dins de l'organisme; tampoc és útil en les intoxicacions per or o arsènic.

#### Característiques farmacocinètiques
S'absorbeix malament per via digestiva, i per això s'ha d'administrar sempre per via parenteral. Desapareix aviat del plasma i difon amb facilitat als teixits. Té una semivida de 20-50min, excretant-ne el 50% d'una dosi per orina en 1 hora. La velocitat d'excreció requereix una bona funció renal, sent necessari assegurar un flux urinari correcte abans d'iniciar l'administració.

#### Reaccions adverses
La principal és la seva capacitat de lesionar el ronyó en la porció proximal. Sumant-li la possible acció nefrotòxica del metall quelat. Si en el curs del tractament apareix anúria, s'ha de suspendre el tractament. També pot produir un quadre de malestar, fatiga, sed, calfreds, febre i miàlgies. D'altres vegades provoca un quadre histamínic d'esternuts, congestió nasal i llàgrimes, pot originar glucosúria, anèmia, dermatitis, augment del temps de protombina i inversió de l'ona T de l'ECG. En malalts amb insificiència renal s'ha d'usar amb precaució i a dosis reduïdes.

#### Aplicacions terapèutiques
En una injecció IM (intramuscular) o infusió IV (intravenosa), s'utilitza en les intoxicacions per plom.

### Dimercaprol

Dimercaprol

#### Mecanisme d'acció
És el 2,3-dimercaptopropanol, dissenyat per neutralitzar un gas arsenical anomenat lewisita. Per això el producte s'anomena BAL (british anti-lewisite). La seva acció es va basar en la coneguda capacitat de l'arsènic per fixar-se als grups -SH dels teixits; el dimercaprol va resultar un compost ditiòlic amb capacitat de formar quelats estables i no tòxics amb l'arsènic, així com en l'or, el mercuri i el plom. La seva capacitat de quelar aquests metalls en l'organisme és més gran com menys temps es doni perquè es fixin als grups -SH de l'organisme; per això l'eficàcia del dimercaprol depèn de la rapidesa amb què s'administri. A més, el complex dimercaprol-metall pot dissociar-se en el mateix organisme, abans de la seva eliminació, o el dimercaprol pot oxidar-se i perdre la seva capacitat quelant. Per aquest motiu, la dosificació està dirigida a mantenir una concentració de dimercaprol capaç d'afavorir la formació contínua del complex estable dimercaprol-metall (2 de dimercaprol: 1 de metall). El problema resideix en el fet que la toxicitat intrínseca del dimercaprol és bastant alta i no és possible augmentar la concentració tot el que podria ser necessària.

#### Característiques farmacocinètiques
No s'absorbeix per via oral; s'administra per via IM profunda, assolint el tmax en 30-60min. S'elimina amb rapidesa per metabolització i excreció, amb una semivida de 2-3 hore.
Reaccions adversesEl 50% dels pacients que rep una dosis 5mg/kg té alguna reacció: Augment de la pressió arterial, taquicàrdia, nàusees i vòmits, cefalea, sensació de cremor als llavis, gola i penis, conjuntivitis, llagrimeig, rinorrea, salivació, formigueig en extremitats, sudoració, dolor abdominal, ansietat i inquietud. Pot produir també anèmia hemolítica en pacients amb deficiència G-6-PD. Està contraindicada en pacients amb insuficiència hepàtica.

#### Aplicacions terapèutiques
En les intoxicacions per mercuri, arsènic i cadmi. És convenient alcalinitzar l'orina perquè en medis àcids el complex amb el metall pot dissociar-se i lesionar el ronyó. No serveix per a la desintoxicació de derivats orgànics de mercuri perquè el metall se separa lentament del C; tampoc és útil per a reduir les concentracions de mercuri en el cervell, i per això no alleuja els símptomes neurològics del vapor de mercuri. En les intoxicacions per cadmi és elevat el risc que es produeixi insuficiència renal.

### Succímer

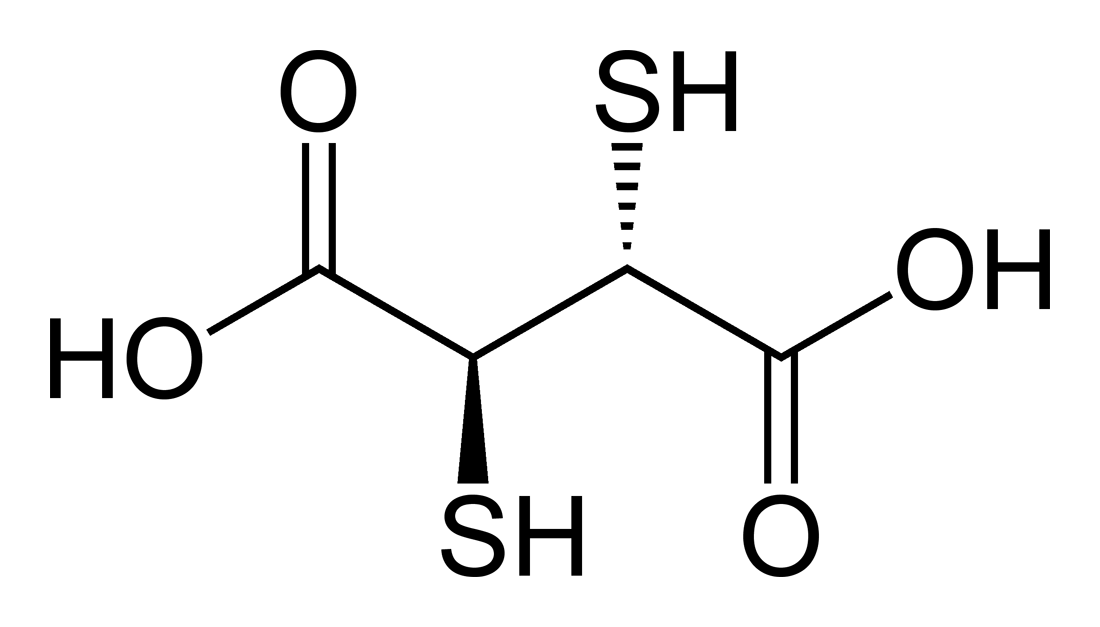
Succímer

#### Mecanisme d'acció
És l'àcid meso 2-3-dimercaptosuccínic que, com el dimercaprol, posseeix dos grups -SH. És capaç de quelar el plom, el mercuri i l'arsènic, en menor grau el zinc i el coure, i res el ferro, el cadmi i el magnesi. El complex quelat és eliminat per l'orina, i per això es necessita una bona funció renal. A diferència del dimercaprol i de l'edetat, s'absorbeix bé per via oral, tot i que de manera variable. En la seva distribució queda confinat a l'espai extracel·lular.

#### Característiques farmacocinètiques
S'ha utilitzat en la intoxicació per plom en nens. La dosis és de 10mg/kg o 350mg/m² cada 8 hores durant 5 dies, seguida de la mateixa dosis cada 12 hores durant 2 setmanes. Pot haver-hi un efecte rebot del plom en sang.

#### Reaccions adverses
A vegades produeix molèsties intestinals, elevació de aminotransferasa i fosfatasa alcalina sèrica, somnolència, símptomes gripals, congestió nasal, dolors musculars i reaccions al·lèrgiques.

### D-Penicil·lamina

Penicil·lamina

És un fàrmac que s'utilitza en l'artritis reumatoide. És un quelant del coure, mercuri, arsènic, ferro, plom i zinc. La N-acetilpenicil·lamina és encara més eficaç en la intoxicació per mercuri, perquè resisteix millor la degradació metabòlica. També s'utilitza en la malaltia de Wilson, on capta i fixa el coure emmagatzemat al fetge i als ganglis basals, i l'elimina pel ronyó; la dosis és d'1,5-2g/dia per via oral, administrada en 3 preses. La resposta clínica està relacionada amb la precocitat d'instauració del tractament i el grau d'alteració dels ganglis basals del cervell. En la cistinúria forma complex amb la cisteïna, reduint així la formació de càlculs renals de cistina. La dosis habitual és de 2g/dia en 4 preses.

### Trientina

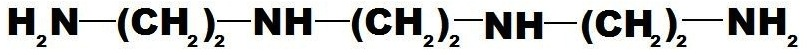
Trientina

És un compost quelant, el diclorohidrat de trietilenotetramina (trien). S'utilitza per al tractament de pacients amb la malaltia de Wilson que no toleren la D-penicil·lamina. Pot provocar cupruresis, dermatitis de contacte, bronquitis, asma, febre i lesions dèrmiques, anèmia ferropènica. Síndrome nefròtic, miastènia o hematocitopènia. S'administra per via oral amb l'estómac vuit. 1 hora abans o dues hores després dels àpats. La dosis inicial en adults és de 750-1250mg/dia en 2-4 preses. En nens menors de 10 anys 500-750mg/dia.

### Quelants del ferro

#### Deferoxamina

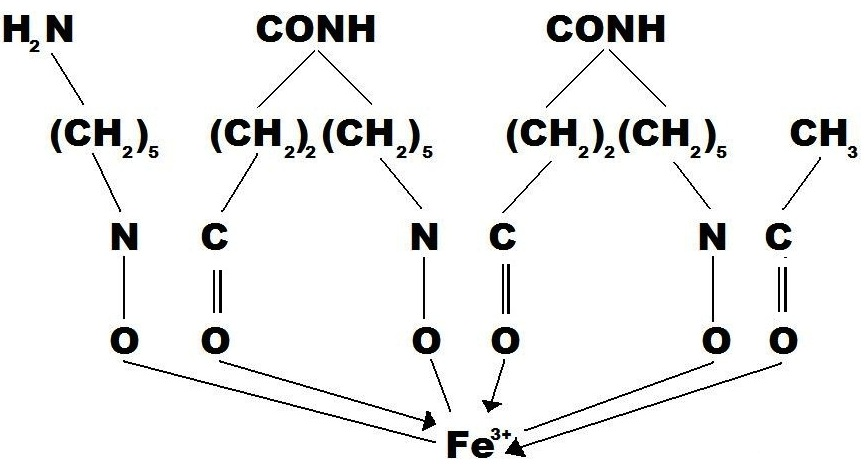
Ferrioxamina

La deferoxamina s'obté del Streptomyces pilosus, en el que es troba com un quelant fèrric, i per això cal separar prèviament el ferro. Mostra gran afinitat per l'ió fèrric amb el que forma la ferrioxamina, compost estable i hidrosoluble. És capaç de combinar-se amb el ferro dels dipòsits de ferritina i hemosiderina, en molt menor grau amb el de transferrina i de cap manera amb l'hemoglobina, mioglobina i citocroms.
Aproximadament, 100mg de deferoxamina es combinen amb 8,5mg de ferro. S'absorbeix malament per via digestiva, es metabolitza amb rapidesa en els teixits i en el plasma. La deferoxamina té una semivida plasmàtica de 5-10min, perquè es converteix ràpidament en ferrioxamina. La injecció IV ràpida pot provocar hipertensió, taquicàrdia, eritema i urticària. Provoca reaccions histamíniques o de tipus al·lèrgic. Pot provocar disúria, diarrea i molèsties abdominals; rampes musculars, i febre. A vegades ha causat neurotoxicitat visual i auditiva reversibles. Contraindicada en l'embaràs i en la insuficiència renal. En la intoxicació oral aguda per ferro cal practicar primer un rentat gàstric. S'administra deferoxamina per via IV quan hi ha signes de shock cardiovascular, un nivell major de ferro sèric major de 500 micrograms per decilitre o ferro lliure en el plasma. En l'hemocromatosi primària, la deferoxamina és poc útil, sent preferible la flebotomia. En l'hemocromatosi secundària a les transfusions múltiples, s'administra deferoxamina mitjançant infusió lenta, IV o SC.

#### Deferiprona
La deferiprona (1,2-dimetil-3-hidroxipirid-4-ona) és un quelant del ferro que, a diferència de la deferoxamina, és actiu per via oral, el que facilita el compliment terapèutic en situacions en què s'ha d'administrar un quelant de forma crònica; aquest és el cas de les hipersiderèmies secundària a les transfusions per evitar complicacions greus (per exemples talassèmies). Incrementa l'eliminació per femtes i orina. Aquest increment és proporcional a la càrrega de ferro corporal i a la concentració del fàrmac. Té una semivida de 3 hores, però l'administració repetida provoca concentracions plasmàtiques cada vegada menors. La dosi és de 75mg/kg/dia via oral.

#### Desrazoxà
El desrazoxà és un agent quelant intracel·lular capaç d'evitar la combinació del ferro amb l'antibiòtic antineoplàstic doxorubicina, evitant així la formació de radicals d'oxigen lliures en el múscul cardíac; evitant la seva cardiotoxicitat.